# Jürgen Hanneder
Jürgen Hanneder (* 1964) ist ein deutscher Indologe.

## Leben
Hanneder studierte Indologie, Tibetologie und Religionswissenschaft an den Universitäten in München, Bochum und Bonn. Im Anschluss arbeitete er als wissenschaftliche Hilfskraft an der Philipps-Universität Marburg und hielt sich zwei Jahre in Oxford auf. 1996 wurde er in Marburg bei Michael Hahn promoviert. Danach arbeitete er als Wissenschaftlicher Mitarbeiter an der Universität Bonn und als Assistent in Halle. 2004 habilitierte er sich mit einer Arbeit zum Mokṣopāya.
Seit dem Wintersemester 2007/2008 hat er eine Professur für Indologie und Tibetologie an der Philipps-Universität Marburg inne.
Im Dezember 2021 wurde er als ordentliches Mitglied in die Akademie der Wissenschaften und der Literatur Mainz aufgenommen.

## Schriften
- Abhinavagupta’s Philosophy of Revelation. An Edition and Annotated Translation of Mālinīślokavārttika I, 1–399. Egbert Forsten, Groningen 1998, ISBN 90-6980-116-7 (Dies ist die Buchfassung seiner Dissertation).
- Der „Schwertgleiche Raum“. Zur Kulturgeschichte des indischen Stahls. Franz Steiner Verlag, Stuttgart 2005, ISBN 3-515-08774-5.
- Studies on the Mokṣopāya. Harrassowitz Verlag, Wiesbaden 2006, ISBN 3-447-05422-0 (Dies ist eine Teilveröffentlichung der Habilitationsschrift).
- Moksopaya. Der Weg zur Erlösung. (Indologia Marpurgensia, Band 4) Kirchheim Verlag, München 2012, ISBN 978-3874101431.